# Acronicta pacifica
Acronicta pacifica är en fjärilsart som beskrevs av Smith 1897. Acronicta pacifica ingår i släktet Acronicta och familjen nattflyn. Inga underarter finns listade i Catalogue of Life.